# Султанија Шехсувар
Султанија Шехсувар (османски турски: شهسوار سلطان; рођена око 1682 - 27. април 1756; чије име значи „неустрашиви херој“) била је супруга османског султана Мустафе II (р. 1664–1703) и Валиде султанија њиховом сину Осману III (1699–1757).

## Живот
Шехсувар је рођена 1682 у Србији. Постала је конкубина султана Мустафе. Шехсувар и Мустафа имали су једног сина Османа III, рођеног 2. јануара 1699. године у Једренској палати.
Када је Мустафа свргнут са трона, његов брат Ахмед III успео се као нови султан (био на власти 1703–1730), а Шехсувар је послата у Стару палату у Истанбулу. С друге стране, њен син, шехзаде Осман, пребачен је у палату Топкапи у Истанбулу, заједно са целим судом.
Султан Махмуд I, Мустафин први син и старији полубрат Османа, успео се као султан након оркестриране побуне Патроне Халила. Махмуда је потом наследио његов полубрат Осман, па је тако Шехсувар постала нова Валиде султанија.
Валиде султаније су се до палате Топкапи обично превозиле кочијама. Међутим, Шехсувар је у палату дошла са носилима. Султан, који није видео мајку много година, наредио је да се церемонија опасавања мачева одржи неколико дана након доласка мајке у палату.
1755. године, Шехсувар је наговорила свог сина да не погуби великог везира Хекимоглу Али-пашу, који је био затворен у Киз Кулеси. Ово се показало као пример благотворног утицаја.

## Смрт
Шехсувар султанија умрла је 27. априла 1756. године у палати Топкапи, а сахрањена је у одвојеном маузолеју смештеном у џамији Нуруосманије, Истанбул.